# Umbeliferona
Umbeliferona, também conhecido por hidrangina, esquimetina e beta-umbeliferona, é uma substância orgânica natural pertencente à família das cumarinas, quimicamente descrita como o composto 7-hidroxicumarina. Está presente em particular em plantas da família das Apiaceae (antes designadas por umbelíferas, daí o nome). Apesar de se conhecerem evidências de que a substância pode ser fotomutagénica, é usada na composição de cosméticos de protecção solar dada a sua forte capacidade de absorver   radiação ultravioleta.

## Compostos derivados
Um dos compostos derivados é a hidrangina (de hidrângea + ina), um glicosídeo encontrado em diversas espécies de plantas do género Hydrangea, em particular na espécie Hydrangea arborescens. É conhecido pela sua acção como diurético.